# 인터플렉스
인터플렉스(Interflex)는 영풍그룹의 계열의 대한민국의  연성인쇄회로기판(FPCB)기업이다. 본사는 에 위치해 있으며 대표이사는이다. 본사는 경기도 안산시 단원구 초지동 해봉로 149에 위치해 있으며 대한민국과 베트남 하노이에 생산거점을 가지고 있다.

## 논란
애플 아이폰X 터치스크린패널(TSP)용 RFPCB를 공급하였는데 화면이 꺼지는 문제가 발생하여 애플은 이를 TSP 문제로 파악한 뒤 인터플렉스를 애플 공급망에서 제외하였다.

## 역사
1994년 7월 (주)다성전자로 설립되었다.

## 같이 보기
- 영풍그룹
- 인텍플러스: 유사한 이름을 가진 기업

## 참고문헌
1. ↑  Issue Comment-인터플렉스, 2024.01.19
2. ↑  김재윤, 한국IR협의회 기업리서치센터 기술분석보고서-인터플렉스, 2022년 11월 24일[깨진 링크(과거 내용 찾기)]
3. ↑  이상원, 오랜 적자 청산하고 반등 노리는 '인터플렉스', 디일렉, 2022년 2월 15일